# Bousculade du Hajj en 2018
La bousculade du Hajj en 2018 est une bousculade qui s'est produite le 21 août 2018 à La Mecque, en Arabie saoudite, lors du pèlerinage du Hajj.

## Victimes
Les victimes sont au moins:
- 64 pèlerins pakistanais.
- Au moins 18 pèlerins égyptiens[2], 30 selon les sources[3], ou 58[4].
- 20 originaires d'Algérie[5].
- Plusieurs dizaines du Bangladesh[6].

S'y ajoutent d'autres victimes dues à des causes différentes : accidents, chaleur, mouvements de foule ponctuels.